# 綾辻行人
綾辻 行人（あやつじ ゆきと、1960年〈昭和35年〉12月23日 -）は、日本の推理小説家。京都府京都市出身。妻は同じく小説家の小野不由美。
本格ミステリ作家クラブ執行会議。日本推理作家協会会員、元本格ミステリ作家クラブ事務局長も兼ねる。

## 経歴
小学校6年生の夏休みに初期習作の『少年探偵団』のような短編推理小説を10篇書いた。
1979年に京都府立桂高等学校を卒業後、京都大学教育学部に入学。京大推理小説研究会に所属した。研究会の同期には後に結婚する小野不由美がおり、作家となる我孫子武丸や法月綸太郎も所属していた。大学4年生の冬に江戸川乱歩賞に、後の『十角館の殺人』の原型の作品で応募し、第1次選考に残った。
1984年に同大学大学院教育学研究科に進学し、逸脱行動論を専攻する。1986年に小野不由美と結婚。翌年、在学中に『十角館の殺人』で作家デビューする。講談社ノベルス編集部が「新本格ミステリー」と名付ける。大学院の修士課程を2年間で修了し、さらに博士後期課程に進み3年間在籍したものの、その後3年にわたって休学し、博士論文を書かずに単位取得退学している。1992年3月、専業作家となる。同年『時計館の殺人』で日本推理作家協会賞長編部門を受賞した。
綾辻の代表作でもある「館シリーズ」の累計発行部数は、2024年12月時点で750万部を超える。

## 作風
- 物理トリックよりも叙述トリックを得意とし、多くの作品にストーリーの構図を大きく転換させるどんでん返しが見られる。
- ホラーや幻想文学の影響が色濃く、ミステリーだけではなくホラー作品を多く著している他、本領のミステリー作品においても心象描写の多い叙情的な文体を用いる。

## 人物
- 漫画家の楳図かずおのことを、「わが心の師」で一番大きな影響を受けたと表明している[5]。
- エッセイなどで語っているが、かなりのゲーム好きである。
- 麻雀歴も長く、双葉社主催の「麻雀名人戦」第30期で名人位に就くなど、麻雀関係での交友も広い[6]。
- 欅坂46のファン[7]。
- 子どもの頃からの広島東洋カープファン[8]。
- 飛行機恐怖症でもある。
- 夫婦共に『PUI PUI モルカー』のファン。妻の小野不由美は一期に登場した全台のモルカーを手作りで再現している。綾辻はモルカーを「ぷいぷい」と呼んで可愛がったり、小野が手作りしたモルカーを度々仕事場に連れて行くなど、その愛情の深さがうかがえる[9]。また『人間じゃない〈完全版〉』刊行時にはモルカーとの異色のコラボ動画も実現している[10]。
- ずっと真夜中でいいのに。のファンでもあり、twitterではアルバムの写真をあげたりやライブに行ったことを写真付きでツイートしている[11][12]。
- 愛煙家であり[13]、セブンスター・14mg(ソフトパック)を愛煙していた。その後、加熱式たばこのiQOSへ移行した。

### エピソード
- ペンネームを考案したのはデビュー作『十角館の殺人』の推薦文を書いた島田荘司である。本来“辻”の“しんにょう”の点は1つで、姓名判断上、完璧な画数であったが、綾辻が点2つにした[14]。
- 「館シリーズ」の探偵役である島田潔の名前は島田とその作品に登場する名探偵、御手洗潔を合わせたものである。この命名について綾辻は、「こんなに長く続くシリーズになるとわかっていたら、もっとちゃんと考えてつけたのに」と述べている。
- ALI PROJECTとは懇意で、『Another』をアニメ化する際の唯一のリクエストが、主題歌をALI PROJECTが担当すること[15]であった。後に実現し、『凶夢伝染』発売記念ライブ『凶夢伝染カルナバル』にてゲストとして出演を果たすとともに、『昭和恋々幻燈館』『阿芙蓉寝台』『共月亭で逢いましょう』をリクエスト[16]した。なお、綾辻本人はカラオケではALI PROJECTを知らない人の前でALI PROJECTの曲を歌う、アリハラ（アリプロ・ハラスメント）を愉しんでいる[17]。
- PlayStation用のゲーム『ナイトメア・プロジェクト YAKATA』・『黒ノ十三』製作にも深く関与する。

## 関連人物
- 小野不由美 − 妻、同じく小説家。綾辻とは誕生日は1日違い。『迷路館の殺人』などの館シリーズや『霧越邸殺人事件』の図面は、概要図を綾辻が描いて正式な図面は小野が引く[2]。
- 我孫子武丸 − 友人でもあり、綾辻とはゲームライバルでもある。
- 宮部みゆき − 綾辻と生年月日・デビュー年月が同じミステリー作家。第45回日本推理作家協会賞で長編部門を同時受賞するなど、同じミステリー作家として交流がある。
- 辻村深月 − 小学生の頃から綾辻作品の大ファンであり、大学時代には連絡先を教え逢い交流がある。ペンネームの「辻」も、綾辻から取った。メフィスト賞受賞は、綾辻が打ち合わせの編集者に聞いて了解を得て携帯電話で連絡した[18]。
- 有栖川有栖－　「安楽椅子探偵シリーズ」で共演しており、経歴が綾辻とそっくりであることも知られている。また様々な著書で対談などをしている。

## 文学賞受賞・候補歴
- 1990年 - 『霧越邸殺人事件』で第12回吉川英治文学新人賞候補。
- 1991年 - 『時計館の殺人』で第13回吉川英治文学新人賞候補。『霧越邸殺人事件』で第44回日本推理作家協会賞（長編部門）候補。
- 1992年 - 『時計館の殺人』で第45回日本推理作家協会賞（長編部門）受賞。
- 2005年 - 『暗黒館の殺人』で第5回本格ミステリ大賞（小説部門）候補[19]。
- 2008年 - 『深泥丘奇談』で第25回織田作之助賞候補。
- 2010年 - 『Another』で第10回本格ミステリ大賞（小説部門）候補[20]、第1回山田風太郎賞候補[21]。『ミステリ・ジョッキー2』（有栖川有栖との共著）で第10回本格ミステリ大賞（評論・研究部門）候補[20]。
- 2018年 - 第22回日本ミステリー文学大賞受賞。

## ミステリ・ランキング
- 週刊文春ミステリーベスト10
  - 1987年 - 『十角館の殺人』8位
  - 1990年 - 『霧越邸殺人事件』1位
  - 1991年 - 『時計館の殺人』4位
  - 1999年 - 『どんどん橋、落ちた』18位
  - 2004年 - 『暗黒館の殺人』3位
  - 2009年 - 『Another』4位
  - 2012年 - 『奇面館の殺人』7位
  - 2020年 - 『Another2001』7位

- このミステリーがすごい!
  - 1988年 - 『迷路館の殺人』7位
  - 1991年 - 『霧越邸殺人事件』7位
  - 1992年 - 『時計館の殺人』11位
  - 2005年 - 『暗黒館の殺人』7位
  - 2010年 - 『Another』3位
  - 2013年 - 『奇面館の殺人』9位
  - 2021年 - 『Another2001』3位

- 本格ミステリ・ベスト10
  - 2000年 - 『どんどん橋、落ちた』3位
  - 2005年 - 『暗黒館の殺人』2位
  - 2007年 - 『びっくり館の殺人』21位
  - 2010年 - 『Another』3位
  - 2013年 - 『奇面館の殺人』3位
  - 2021年 - 『Another2001』21位

- ミステリが読みたい!
  - 2011年 - 『Another』1位
  - 2013年 - 『奇面館の殺人』8位
  - 2021年 - 『Another 2001』5位

## 文学賞選考委員
数々のミステリー系文学賞の選考委員を歴任している。
- 鮎川哲也賞：1997年（第8回） - 1999年（第10回）
- 横溝正史ミステリ大賞：1997年（第17回） - 2013年（第33回）
  - 横溝正史ミステリ&ホラー大賞：2019年（第39回） -
- 創元推理短編賞：2000年（第7回） - 2003年（第10回）
- ホラーサスペンス大賞：2004年（第5回） - 2005年（第6回）
- 江戸川乱歩賞：2004年（第50回） - 2007年（第53回）、2020年（第66回） -
- ミステリーズ!新人賞：2004年（第1回） - 2008年（第5回）
- 小説推理新人賞：2008年（第30回） - 2010年（第32回）
- 日本ミステリー文学大賞新人賞：2009年（第13回） - 2012年（第16回）、2015年（第19回） - 2018年（第22回）
- 日本ホラー小説大賞：2014年（第21回） - 2018年（第25回）

## 作品リスト

### 小説

#### 館シリーズ
- 十角館の殺人（1987年9月 講談社ノベルス / 1991年9月 講談社文庫）
  - 新装改訂版（2007年10月 講談社文庫 / 2008年9月 講談社 YA!ENTERTAINMENT / 2017年9月 講談社【限定愛蔵版】）
- 水車館の殺人（1988年2月 講談社ノベルス / 1992年3月 講談社文庫）
  - 新装改訂版（2008年4月 講談社文庫 / 2010年2月 YA!ENTERTAINMENT）
- 迷路館の殺人（1988年9月 講談社ノベルス / 1992年 講談社文庫）
  - 新装改訂版（2009年11月 講談社文庫）
- 人形館の殺人（1989年4月 講談社ノベルス / 1993年5月 講談社文庫）
  - 新装改訂版（2010年8月 講談社文庫）
- 時計館の殺人（1991年9月 講談社ノベルス / 1995年6月 講談社文庫 / 2006年6月 双葉文庫）
  - 新装改訂版（2012年6月 講談社文庫【上・下】）
- 黒猫館の殺人（1992年4月 講談社ノベルス / 1996年6月 講談社文庫）
  - 新装改訂版（2014年1月 講談社文庫）
- 暗黒館の殺人（2004年9月 講談社ノベルス【上・下】 / 2007年10、11月 講談社文庫【全4巻】）
- びっくり館の殺人（2006年3月 講談社 ミステリーランド / 2008年11月 講談社ノベルス / 2010年8月 講談社文庫）
- 奇面館の殺人（2012年1月 講談社ノベルス / 2015年4月 講談社文庫【上・下】）
- 双子館の殺人（『メフィスト 2023 SUMMER VOL.8』2023年7月 - 連載中）

#### 囁きシリーズ
- 緋色の囁き（1988年10月 祥伝社 ノン・ノベル / 1993年7月 祥伝社文庫 / 1997年11月 講談社文庫）
  - 新装改訂版（2020年12月 講談社文庫）
- 暗闇の囁き（1989年9月 祥伝社 ノン・ノベル / 1994年7月 祥伝社文庫 / 1998年6月 講談社文庫）
  - 新装改訂版（2021年5月 講談社文庫）
- 黄昏の囁き（1993年1月 祥伝社 ノン・ノベル / 1996年7月 祥伝社文庫 / 2001年6月 講談社文庫）
  - 新装改訂版（2021年8月 講談社文庫）

#### 殺人方程式シリーズ
- 殺人方程式 切断された死体の問題（1989年5月 光文社 カッパ・ノベルス / 1994年2月 光文社文庫 / 2005年2月 講談社文庫）
- 鳴風荘事件 殺人方程式II（1995年5月 光文社 カッパ・ノベルス / 1999年3月 光文社文庫 / 2006年3月 講談社文庫）

#### 殺人鬼シリーズ
- 殺人鬼（1990年1月 双葉社 / 1994年10月 双葉ノベルズ / 1996年2月 新潮文庫）
  - 殺人鬼 覚醒篇 【改訂決定版】（2011年8月 角川文庫）
- 殺人鬼II 逆襲篇（1993年10月 双葉社 / 1995年8月 双葉ノベルズ / 1997年2月 新潮文庫）
  - 殺人鬼 逆襲篇 【改訂決定版】（2012年2月 角川文庫）

#### 深泥丘シリーズ
- 深泥丘奇談（2008年2月 メディアファクトリー 幽ブックス / 2011年12月 MF文庫ダ・ヴィンチ / 2014年6月 角川文庫）
  - 収録作品：顔 / 丘の向こう / 長引く雨 / 悪霊憑き / サムザムシ / 開けるな / 六山の夜 / 深泥丘魔術団 / 声
- 深泥丘奇談・続（2011年3月 メディアファクトリー 幽ブックス / 2013年2月 MF文庫ダ・ヴィンチ / 2014年9月 角川文庫）
  - 収録作品：鈴 / コネコメガニ / 狂い桜 / 心の闇 / ホはホラー映画のホ / 深泥丘三地蔵 / ソウ / 切断 / 夜蠢く / ラジオ塔
- 深泥丘奇談・続々（2016年7月 KADOKAWA 幽ブックス / 2019年8月 角川文庫）
  - 収録作品：タマミフル / 忘却と追憶 / 減らない謎 / 死後の夢 / カンヅメ奇談 / 海鳴り / 夜泳ぐ / 猫密室 / ねこしずめ

#### Anotherシリーズ
- Another（2009年10月 角川書店 / 2011年11月 角川文庫【上・下】 / 2012年2月 角川スニーカー文庫【上・下】）
- Another エピソードS（2013年7月 角川書店 / 2014年12月 KADOKAWA【軽装版】 / 2016年6月 角川文庫）
- Another 2001（2020年9月 KADOKAWA / 2023年6月 角川文庫【上・下】）

#### その他
- 霧越邸殺人事件（1990年9月 新潮社 / 1995年2月 新潮文庫 / 2002年6月 祥伝社 ノン・ノベル）
  - 完全改訂版（2014年3月 角川文庫【上・下】）
- 眼球綺譚（1995年10月 集英社 / 1998年1月 祥伝社 ノン・ノベル / 1999年9月 集英社文庫 / 2009年1月 角川文庫）
  - 収録作品：再生 / 呼子池の怪魚 / 特別料理 / バースデー・プレゼント / 鉄橋 / 人形 / 眼球綺譚
- フリークス（1996年4月 光文社 カッパ・ノベルス / 2000年3月 光文社文庫 / 2011年4月 角川文庫）
  - 収録作品：夢魔の手─三一三号室の患者─ / 四〇九号室の患者 / フリークス─五六四号室の患者─
- げんだいミステリーワールド6 綾辻行人集（1999年4月 リブリオ出版）
  - 収録作品：四〇九号室の患者 / 赤いマント / 呼子池の怪魚
- どんどん橋、落ちた（1999年10月 講談社 / 2001年11月 講談社ノベルス / 2002年10月 講談社文庫）
  - 新装改訂版（2017年2月 講談社文庫）
  - 収録作品：どんどん橋、落ちた / ぼうぼう森、燃えた / フェラーリは見ていた / 伊園家の崩壊 / 意外な犯人
- 最後の記憶（2002年8月 角川書店 / 2006年1月 カドカワ・エンタテインメント / 2007年6月 角川文庫）
- 怪談えほん(8) くうきにんげん (2015年9月 岩崎書店)
- 人間じゃない 綾辻行人未収録作品集（2017年2月 講談社）
  - 【改題】人間じゃない 〈完全版〉（2022年8月 講談社文庫）
    - 収録作品：赤いマント[22] / 崩壊の前日[23] / 洗礼[24] / 蒼白い女[25] / 人間じゃない─B〇四号室の患者─[26] / 仮題・ぬえの密室（完全版のみ）

### アンソロジー（収録）
「」内が綾辻行人の作品
- 日本ベストミステリー「珠玉集」 中（1992年7月 光文社 カッパ・ノベルス）「四〇九号室の患者」
  - 【改題】秘密コレクション 日本ベストミステリー選集23（1996年7月 光文社文庫）
- ミステリーの愉しみ5 奇想の復活（1992年8月 立風書房）「どんどん橋、落ちた」
- 亀裂（1993年7月 角川ホラー文庫）「再生」
- 見知らぬ私（1994年7月 角川ホラー文庫）「バースデー・プレゼント」
- 「傑作推理（ベスト・オブ・ベスト）」大全集 上（1995年6月 光文社 カッパ・ノベルス）「赤いマント」
  - 【改題】仮面のレクイエム 日本のベストミステリー選集25（1998年6月 光文社文庫）
- 短編で読む 推理傑作選50 下（1995年11月 光文社）「どんどん橋、落ちた」
- 幻想ミッドナイト 日常を破壊する恐怖の断片（1997年10月 カドカワ・エンタテインメント）「四〇九号室の患者」
- 最新「珠玉推理（ベスト・オブ・ベスト）」大全 中（1998年9月 光文社 カッパ・ノベルス）「特別料理」
  - 【改題】怪しい舞踏会 日本ベストミステリー選集29（2002年5月 光文社文庫）
- 悲劇の臨時列車 鉄道ミステリー傑作編（1998年12月 光文社文庫）「鉄橋」
- 異界への入口（2001年4月 リブリオ出版）「鉄橋」
- 過去への幻想（2001年4月 リブリオ出版）「眼球綺譚」
- 事件現場に行こう 最新ベスト・ミステリーカレイドスコープ編（2001年11月 光文社 カッパ・ノベルス）「崩壊の前日」
  - 【改題】事件現場に行こう 日本ベストミステリー選集33（2006年4月 光文社文庫）
- 短編復活（2002年11月 集英社文庫）「特別料理」
- 鉄路に咲く物語（2005年6月 光文社文庫）「鉄橋」
- 川に死体のある風景（2006年5月 東京創元社 / 2010年3月 創元推理文庫）「悪霊憑き」
- 京都魔界地図（2009年10月 PHP研究所）「深泥丘三地蔵」
- Anniversary 50（2009年12月 光文社 カッパ・ノベルス）「深泥丘奇談─切断」
- 量子回廊 年刊日本SF傑作選（2010年7月 創元SF文庫）「心の闇」
- ミステリ・オールスターズ（2010年9月 角川書店 / 2012年9月 角川文庫）「かえれないふたり 第3章 増殖する影」
- 0番目の事件簿（2012年11月 講談社）「遠すぎる風景」
- 私がデビューしたころ ミステリ作家51人の始まり（2014年6月 東京創元社）※エッセイアンソロジー「宝物のようなもの」
- 自薦 THE どんでん返し（2016年5月 双葉文庫）「再生」
- 日本推理作家協会賞受賞作家傑作短編集4 妖異（2017年6月 双葉文庫）「人形」
- 推理作家謎友録 日本推理作家協会70周年記念エッセイ（2017年8月 角川文庫）※エッセイアンソロジー
- 7人の名探偵 新本格30周年記念アンソロジー（2017年9月 講談社ノベルス / 2020年8月 講談社文庫）「仮題・ぬえの密室」
- 京都迷宮小路 傑作ミステリーアンソロジー（2018年11月 朝日文庫）「長びく雨」
- 絶対名作！ 十代のためのベスト・ショート・ミステリー 謎解きミステリー（2021年12月 汐文社）「意外な犯人」
- 大逆転 ミステリーアンソロジー（2023年2月 朝日文庫）「四〇九号室の患者」

### アンソロジー（編纂）
- 綾辻行人が選ぶ!楳図かずお怪奇幻想館（2000年11月 ちくま文庫）
- 贈る物語 Mystery（2002年11月 光文社 / 2006年10月 光文社文庫）
- 綾辻行人と有栖川有栖のミステリ・ジョッキー1（2008年7月 講談社）
- 綾辻行人と有栖川有栖のミステリ・ジョッキー2（2009年11月 講談社）
- 綾辻行人と有栖川有栖のミステリ・ジョッキー3（2012年4月 講談社）
- スペシャル・ブレンド・ミステリー 謎009（2014年9月 講談社文庫）
- 連城三紀彦レジェンド 傑作ミステリー集（2014年11月 講談社文庫）
- 連城三紀彦レジェンド2 傑作ミステリー集（2017年9月 講談社文庫）

### エッセイ・対談他
- 本格ミステリー館にて（1992年10月 森田塾出版 / 1997年12月 角川文庫） - 共著：島田荘司
- セッション 綾辻行人対談集（1996年11月 集英社 / 1999年11月 集英社文庫）
- アヤツジ・ユキト1987-1995（1996年5月 講談社、1999年6月 講談社文庫 / 2007年8月 講談社）
- アヤツジ・ユキト1996-2000（2007年8月 講談社）
- アヤツジ・ユキト2001-2006（2007年8月 講談社）
- ナゴム、ホラーライフ 怖い映画のススメ（2009年6月 メディアファクトリー 幽ブックス） - 共著：牧野修
- アヤツジ・ユキト2007-2013（2014年8月 講談社）
- シークレット 綾辻行人ミステリ対談集 in 京都（2020年9月 光文社）

## メディア・ミックス

### テレビドラマ
日本テレビ系
- 火曜サスペンス劇場
  - 湖畔の館殺人事件（1993年3月23日、主演：高樹沙耶、原作：霧越邸殺人事件）

テレビ朝日系
- 土曜ワイド劇場
  - 「月蝕の館」殺人事件（1996年8月17日、主演：佐野史郎、原作：鳴風荘事件）

- 幻想ミッドナイト
  - 四〇九号室の患者（1997年11月29日、主演：伊藤洋三郎）

- 安楽椅子探偵シリーズ（朝日放送、1999年10月1日 - 2008年10月10日、2017年1月6日）

### テレビアニメ
- Another（2012年1月9日 - 3月26日、全12話）

### 配信ドラマ
- 十角館の殺人（2024年3月22日 - 、Hulu、全5話、主演：奥智哉）
- 時計館の殺人（2026年2月〈予定〉、Hulu、主演：奥智哉）

### 映画
- Another（2012年8月4日公開、配給：東宝、監督：古澤健、主演：山﨑賢人）

### 漫画
- YAKATA（画：田籠功次 1巻1998年、2巻1999年、3巻1999年 角川書店カドカワコミックス・エース）
- 眼球綺譚（画：児嶋都 2001年 角川書店、2009年 角川文庫）
- 緋色の囁き（画：児嶋都 2002年 角川書店あすかコミックスDX）
- 月館の殺人（画：佐々木倫子 上巻2005年、下巻2006年 IKKI COMICS / 新装版【上・下】2009年 KKI COMICS / 文庫版【上・下】2017年 小学館文庫）
- Another（画：清原紘 1巻2010年10月 2巻2011年3月 3巻2011年9月 4巻2011年12月 角川書店カドカワコミックス・エース）
- 十角館の殺人（画：清原紘 『月刊アフタヌーン』 / 講談社）

### ビデオゲーム
- 黒ノ十三（PlayStationソフト、トンキンハウス、1996年発売）監修
- ナイトメア・プロジェクト YAKATA（PlayStationソフト、アスク講談社、1998年発売）監修
- トリックロジック シーズン2（PlayStation Portableソフト、チュンソフト、2010年発売）「Yの標的」シナリオ

## 海外への翻訳

### 中国（簡化字）
- 館シリーズ
  - 十角馆杀人预告（2004年4月、珠海出版社）- 十角館の殺人
  - 水车馆幻影（2004年4月、珠海出版社）- 水車館の殺人
  - 迷宫馆的诱惑（2004年4月、珠海出版社）- 迷路館の殺人
  - 偶人馆之谜（2004年4月、珠海出版社）- 人形館の殺人
  - 钟表馆幽灵（2004年4月、珠海出版社）- 時計館の殺人
  - 黑猫馆手记（2004年4月、珠海出版社）- 黒猫館の殺人
  - 黑暗馆不死传说（2005年10月、珠海出版社）- 暗黒館の殺人

- 囁きシリーズ
  - 绯色杀人耳语（刊行予定、吉林出版集团有限责任公司）- 緋色の囁き
  - 黑暗杀人耳语（刊行予定、吉林出版集团有限责任公司）- 暗闇の囁き
  - 黄昏杀人耳语（刊行予定、吉林出版集团有限责任公司）- 黄昏の囁き
- 殺人方程式シリーズ
  - 肢解尸体之谜（2010年5月、珠海出版社）- 殺人方程式 切断された死体の問題
  - 尸体长发之谜（2010年5月、珠海出版社）- 鳴風荘事件 殺人方程式II
- 殺人鬼シリーズ
  - 杀人鬼（刊行予定、吉林出版集团有限责任公司）
  - 杀人鬼 II（刊行予定、吉林出版集团有限责任公司）
- 雾越邸杀人事件（2007年11月、珠海出版社）
- 咚咚吊桥 坠落（2007年11月、珠海出版社）- どんどん橋、落ちた
- 替身（2012年3月、人民文学出版社）- Another
- 怪胎 （刊行予定、吉林出版集团有限责任公司）- フリークス

### 欧米（英語）
- The Decagon House Murders（2015年6月、Locked Room International、訳者：Ho-Ling Wong）- 十角館の殺人
- The Mill House Murders（2023年2月、Pushkin Vertigo、訳者：Ho-Ling Wong）- 水車館の殺人[27]

## メディア出演

### 映画
- アナザヘヴン（2000年） - コメンテーター 役※京極夏彦と友情出演

### テレビドラマ
- 謎解きLIVE 第4弾 [四角館の密室]殺人事件（2016年1月23・24日、NHK BSプレミアム） - 堤源三朗 役（ドラマパート）※原作も担当
- 安楽椅子探偵 ON STAGE（2017年1月6日、朝日放送）

### ラジオ
- 東京ガベージコレクション（2012年2月5・12日、エフエム東京）
- ラジオ深夜便（2012年5月18日、NHKラジオ第1放送・FMラジオ放送）
- Berryz工房 嗣永桃子のぷりぷりプリンセス（2012年7月1・15日、文化放送超!A&G+）※1日はコメントで出演、15日はゲスト出演
- 冴沢鐘己のかしこTV（2017年11月30日、GIG TV MIX!!)

### テレビ番組
- クイズ!ヘキサゴン（2004年8月25日、フジテレビジョン系列）
- 爆笑問題のススメ（2004年9月6日・2005年4月29日、日本テレビ系列）
- 情熱大陸（2008年2月3日、TBS系列）
- CONTACT CAFE C（2012年2月14日、メ～テレ）
- MAG・ネット～マンガ・アニメ・ゲームのゲンバ（2012年6月1日、NHK総合テレビ）
- 音龍門 〜MUSIC DRAGON GATE〜（2012年8月14日、日本テレビ）
- 偉大なるミステリー作家たち（2012年12月15日、チャンネル銀河）
- 麻雀 BATTLE ROYAL 2013（2012年12月31日 - 2013年1月3日、MONDO TV）
- 追跡者 ザ・プロファイラー（2013年1月23日、NHK BSプレミアム）
- SWITCHインタビュー 達人達（2014年9月1日、NHK教育テレビ）
- 謎解きLIVE 第2弾 忍びの里殺人事件（2014年9月13日・14日、NHK BSプレミアム）※スタジオゲスト
- 宮崎美子のすずらん本屋堂（2015年2月13日、BS11）
- NHKアーカイブス「すべては乱歩から始まった～日本ミステリーの父 没後50年」（2015年4月19日、NHK BSプレミアム）
- 妖しい文学館（2015年7月30日、NHK BSプレミアム）
- 二十の顔を持つ男 ～没後５０年・知られざる江戸川乱歩～（2015年8月1日、NHK教育テレビ）
- 久米書店（2016年8月14日、BS日テレ）
- 深読み読書会（2016年12月13日・2017年7月5日、NHK BSプレミアム）